# Akiyuki Shinbo
Akiyuki Shinbo (新房 昭之 Shinbō Akiyuki?), nacido el 27 de septiembre de 1961 en Fukushima, Japón, es un director de animación. Shinbo empezó su carrera como animador en 1981 en el Studio One Pattern. Luego hizo su debut como director con Metal Fighter Miku, en 1994. Es notable por su participación en un gran número de trabajos de Shaft desde 2004. Su estilo es único y muy reconocible debido a la gran cantidad de imágenes surrealistas y frecuentes cortes a textos y fotografías.

## Biografía
Tras graduarse del "Tokyo Design Gakuin" (Instituto de Diseño de Tokio), Shinbo empezó su carrera como animador en el Studio One Pattern, en la serie de 1981 Urusei Yatsura. En 1990, participó como director de unidad en la producción de Studio Pierrot Karakuri Kengō Den Musashi Lord y empezó a trabajar con storyboards para Yu Yu Hakusho en 1992.
Shinbo dirigió por completo su primera serie en 1994, Metal Fighter Miku. Uno de sus trabajos más importantes es The SoulTaker (2001), donde empezó a desarrollar su propio estilo como director. En 2004, siguió mejorando su estilo con Le Portrait de Petit Cossette, animado por Daume. 
También en 2004, Shinbo fue contratado por Seven Arcs para trabajar en Triangle Heart y su popular spin-off, Mahō Shōjo Lyrical Nanoha. Junto con Shin Ōnuma y Tatsuya Oishi, Shinbo fue contratado por el nuevo director jefe de Shaft Mitsutoshi Kubota, como "supervisor", director, y "educador" de los nuevos miembros del estudio. Desde entonces, ha participado en la mayoría de producciones de Shaft. 
Shinbo dirigió series conocidas tales como Bakemonogatari y Hidamari Sketch. Durante la producción de estas, Shinbo informó al productor Atsuhiro Iwakami de su deseo de crear una serie mahō shōjo. Iwakami le pidió a Ume Aoki que hiciera el diseño de personajes y contrató a Gen Urobuchi, de Nitroplus, para el guion. Esto llevó a la creación de Puella Magi Madoka Magica, que Shinbo dirigió en 2011. En primavera del mismo año, Shinbo dirigió Denpa Onna to Seishun Otoko, basado en una serie de novelas ligeras.
Shinbo ha trabajado en algunas ocasiones bajo seudónimos, como "Sōji Homura" (帆村壮二?) y "Futoshi Shīya" (椎谷太志?). También ha dirigido algunas series hentai (pornográficas) bajo el seudónimo  de "Jūhachi Minamizawa" (南澤十八?).

## Trabajos

### Director
| - Metal Fighter Miku (1994) - Devil Hunter Yohko 6: Double Jeopardy (1995) - Galaxy Fraulein Yuna: The Abyssal Fairy (1996) - Ojōsama Sōsamō (1996) - New Hurricane Polymar (1996) - Starship Girl Yamamoto Yohko series (1996–1999) - Detatoko Princess (1997) - Shihaisha no Tasogare (1997) - Tenamonya Voyagers (1999) - The SoulTaker (2001) - Triangle Heart: Sweet Songs Forever (2003) - Le Portrait de Petit Cossette (2004) - Tsukuyomi: Moon Phase (2004) - Mahō Shōjo Lyrical Nanoha (2004) - Pani Poni Dash! (2005) - Negima!? (2006) - Hidamari Sketch (2007–2010) - Sayonara Zetsubō Sensei (2007–2010) - Ef: A Fairy Tale of the Two. (2007–2008) [Supervisor] | - Mahō Sensei Negima!: Shiroki Tsubasa Ala Alba (2008) - Maria Holic series (2009) - Natsu no Arashi! (2009) - Monogatari (serie) (2009 - Actualidad) - Mahō Sensei Negima! : Mō Hitotsu no Sekai (2009) - Dance in the Vampire Bund (2010) - Arakawa Under the Bridge (2010) - Soredemo Machi wa Mawatteiru (2010) - Puella Magi Madoka Magica (2011) - Denpa Onna to Seishun Otoko (2011) - Maria Holic Alive (2011) - Sasami-san@Ganbaranai (2013) - Nisekoi (2014) - Mekakucity Actors (2014) - Koufuku Graffiti (2015) - Nisekoi:. (2015) - 3-gatsu no Lion (2016) - Fate Extra Last Encore (2018) |

### Director de unidad
- Karakuri Kengō Den Musashi Lord (1990)
- Marude Dameo (1992)
- Yū Yū Hakusho (1992)
- Kyōryū Wakusei (1993)
- Montana Jones (1994)
- Ninku (1995)
- Midori no Makibaō (1996)
- Kaiketsu Zorro (1996)

### Storyboard
- Yū Yū Hakusho (1992)
- Galaxy Fraulein Yuna: Siren's Sadness (1995)
- Kaiketsu Zorro (1996)
- Saber Marionette J (1996)
- Saber Marionette J Again (1997)
- Saber Marionette J to X (1998)
- Tatsunoko Fight (2000)
- Denkō Sekka Volter (2000)
- The God of Death (2005)